# Roniel Iglesias
Roniel Iglesias (n. 14 august 1988, Pinar del Río, Cuba) este un boxer ce a reprezentat Cuba, medaliat olimpic. A participat la 4 ediții ale Jocurilor Olimpice (2008, 2012, 2016, 2020) în care a câștigat două medalii de aur și o medalie de bronz.